# 阿卡人 (非洲)
阿卡人（Aka，或稱Biaka、Bayaka、Babenzele等）是一個採遊居文化的非洲俾格米族群。

## 生活方式
他們以狩獵採集方式維生，營養來源除堅果、水果、蜂蜜、蘑菇和樹根外，還包括約63種植物、28種野味和20種昆蟲。
在狩獵採集過程中，他們經常接觸叢林動物的血液，很可能導致他們擁有高度的伊波拉病毒血清陽性率。

### 性別角色
儘管存在性別分工，女性主要擔任照顧者，但性別間分工角色非常靈活且常互換。女性狩獵，男性照顧孩子，反之亦然，而不會受到恥辱或地位損失。女性不僅與男性一樣有可能打獵，甚至可以成為更熟練的獵人。據觀察，婦女甚至在懷孕後期就開始狩獵，並在分娩後不久就恢復狩獵，有時甚至在狩獵時攜帶新生兒。
雖然任務和決策在很大程度上是共同的活動，但在人類學家 Barry Hewlett 研究的社群中，諸如 kombeti（領導者）、tuma（大象獵人）和 nganga（最高治療者）等領導角色始終由男性擔任。

### 育幼
在幼兒成長過程中，身體上的親密關係受到高度重視。從出生後三個月左右開始，嬰兒幾乎總是由父母之一或另一位照顧者抱著。在他們的生活地區很難找到嬰兒床，因為讓孩子無人看管的情況是非常罕見的；相反，嬰兒一直被抱著。父親與嬰兒親密接觸的時間相較其他已知社會都多。父親們有47%的時間將嬰兒抱在懷裡，每天與嬰兒進行身體接觸的頻率是其他一些社會中父親的五倍。 父親甚至會帶著嬰兒參加社交聚會，將嬰兒貼在胸前，甚至讓嬰兒吸吮乳頭，在此同時與其他男人一同享用棕櫚酒。